# 愛はみえる〜全盲夫婦に宿った小さな命
『愛はみえる〜全盲夫婦に宿った小さな命』（あいはみえる ぜんもうふうふにやどったちいさないのち）は、フジテレビ系列で、2010年9月3日の21:00 - 22:52（JST）に、『金曜プレステージ』内で放送されたテレビドラマである。視聴率12.1%。

## 概要
- 二人とも全盲の視覚障害者である夫婦。妻はミュージシャンとして成功することを夢見るシンガーソングライター。夫はマッサージ師の仕事と並行して自らもサポートミュージシャンとして妻の夢を応援していた。仲むつまじく暮らしていた二人はやがて子供を授かる。周囲の不安をよそに、障害をかかえた夫婦はたどたどしさを抱えながらも必死に子供を育てる。そんな中、妻にプロデビューのチャンスが巡ってくる。
- 全盲の視覚障害者でありながら絶対音感に恵まれ、ピアノ・作曲を初めて地道な音楽活動を続け、プロのミュージシャンとしてメジャーデビューを果たし現在も活動している立道聡子の半生をドラマ化したものである。
- もともと、同じフジテレビの『スーパーニュース』で4年間にわたって密着取材し、番組内でその都度オンエアしてきた経緯がある。番組冒頭部では安藤優子のナビゲーションで、実際の立道夫妻の取材映像が紹介された。

## 出演者
- 立松樹里 - 上戸彩
- 金田幸太 - 小出恵介
- 鹿島友佳 - 北川弘美
- 金田美咲 - キムラ緑子
- 金田敦志 - 菅原大吉
- 松原真治 - 小市慢太郎
- 中島紀夫 - 長谷川朝晴
- 脇田律子 - 大島蓉子
- 金田勇気 - 西村亮海
- 立松康子 - 田中美佐子
- 伽代子、鈴木美恵、若杉宏二、山上賢治、奥田由美、内田尋子、松山尚子、田実陽子、内藤トモヤ、山口芙未子、家村英莉、気谷ゆみか、空美、斉藤舞子、杉山優奈、中村世渚、松下粋丸

## スタッフ
- 原作：立道聡子・八木里美「愛はみえる〜全盲夫婦の“たからもの”」（光文社）
  - 著者のひとりの「八木里美」は、スーパーニュースでの取材ディレクターである。
- 主題歌：立道聡子「たからもの 〜みえないけど、きえないもの〜」(ビクターエンタテインメント)
- 脚本：いずみ吉紘
  - プロット協力：高橋幹子
- 演出：谷村政樹
- 技術協力：ビデオスタッフ
- 照明協力：ザ・ホライズン
- 編集：ワインド・アップ
- ギター指導：西里慶
- ピアノ指導：岩本正樹、北川とわ
- ロケ協力：筑波大学附属視覚特別支援学校、東京光の家、埼玉県立大学、日野市、音響ハウス、江東区文化センター ほか
- 協力：東京都盲人福祉協会、ビクターエンタテインメント
- 企画：太田大
- 協力プロデュース：山崎亮介、小池秀樹
- プロデュース：村瀬健、菊地裕幸
- 製作著作：フジテレビ